# Rjurik
Rjurik (? - Novgorod, 879.), varjaški i novgorodski knez, utemeljitelj kneževske i carske dinastije Rjurikoviča.
Isprva je bio vladar u Ladogi koju je osvojio 862. ili 867. sa svojom ratničkom družinom. Godine 870. došao je, na poziv Novgorođana, s braćom i svojom družinom da ih obrani od Pečenega i štiti njihovu trgovinu. Međutim, 872. godine u Novgorodu je izbio ustanak protiv njegove vlasti. Ugušivši pobunu Novgorođana, nametnuo im se za vladara. Iste je godine ratovao s priazovskim Bugarima i u tim borbama ostao bez sina. U Novgorodu i Kijevu naslijedio ga je knez Oleg (879. – 912.) u ime maloljetnog sina Igora.
Rjurikovi potomci zavladali su Kijevskom Rusi, Rutenijom i Moskovskim Carstvom, najprije kao knezovi, a onda kao kraljevi i carevi do 1598. godine, kada je s Fjodorom Ivanovičem izumrla dinastija Rjurikoviča.
Na našim prostorima nosili su naslov banova čitave Slavonije i Mačvanskih banova, stečenu brakom Andrije I. Arpadovića i Anasezije Kijevske. Jedan od znanih banova Slavonije i banova Mačve, koji su koristili nasljedno pravo naslova iz dinastije Rjurikovič bio je Rastislav Mstislavić 1247. godine. Pretpostavlja se da je obitelj Rjurikoviča neprestano održavala veze s Hrvatima od samog osnivanja Kijevske Rus, još od osnivača dinastije.
Podatci ruskog ljetopisa o Rjurikovom podrijetlu dali su osnove za tzv. normansku teoriju o osnutku staroruske države koju podjednako dijele povijesti moderne Rusije, Ukrajine i Bjelorusije.

## Vanjske poveznice
- Rjurik
- Rjurik - Proleksis enciklopedija

| Prethodnik:      | Novgorodski knez | Nasljednik: |
| Oleg (879.-912.) | Novgorodski knez |             |